# クリスタ・キャンベル
クリスタ・キャンベル（Christa Campbell、1972年12月7日 - ）は、アメリカ合衆国の女優、映画製作者。

## 出演作品
- アウェイクン 監禁島
- オートマタ
- グリフィン家のウエディングノート
- THE ICEMAN 氷の処刑人
- クィーン・ビースト 美しき捕食獣
- メカニック
- ドライブ・アングリー3D
- クロス・ゲーム
- ヒーロー・ウォンテッド
- デイ・オブ・ザ・デッド（ライトナー夫人）
- AVA エイリアン VS. エイリアン ジャッジメント・デイ
- レディ・ヴァンパイア　美しき聖戦
- クラーケンフィールド/HAKAISHIN
- ドローン・ヴァイルス

## 製作
- 飛びだす 悪魔のいけにえ レザーフェイス一家の逆襲
- ウソはホントの恋のはじまり
- マイ・ファニー・レディ
- アサイラム 監禁病棟と顔のない患者たち
- クリミナル 2人の記憶を持つ男
- チャンプ ※WOWOW放映時のタイトルは『チャック 〜“ロッキー”になった男〜』
- ヒットマンズ・ボディガード
- テスラ エジソンが恐れた天才 Tesla (2020)
- ティル・デス Till Death (2021)